# Зигер III Гентский

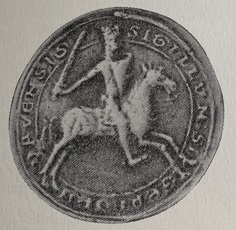
Всадническая печать Зигера III, бургрграфа Гента (1198 год).

Зигер (Зегер) III (Siger III van Gent) (ум. 1227) — шателен (бургграф) Гента и сеньор де Борнем с 1200.
Сын Зигера II (ум. 1202) и Петрониллы де Куртре. В 1200 году наследовал отцу, вступившему в орден Тамплиеров. Его власть в Генте была сильно ограничена согласно договору Зигера II с Балдуином Фландрским. Что касается причины, то есть две версии: 1) Зигер II отказался принести оммаж и был за это наказан; 2) в обмен на ограничение полномочий Зигер II получил какие-то земли.
В 1200 году Зигер III женился на Беатрикс ван Хойсден (Beatrix van Heusden) (ум. 1232) — наследнице богатой сеньории Хойсден. Позже сделал замок Хойсден, расположенный недалеко от Гента, своей основной резиденцией.
В 1210 году изгнан из своих владений маркграфом Филиппом Намюрским — регентом графства Фландрия. По другой версии, его изгнал в 1212 году Фердинанд Португальский - муж графини Жанны.
Участвовал в Англо-французской войне 1213—1214 гг. на стороне французского короля. После битвы при Бувине получил назад свои владения.
Умер в июле или августе 1227 года.
Дети:
- Гуго II (ум. 1232) — бургграф Гента.
- Зигер (ум. раньше отца).
- Жерар по прозвищу Гентский Дьявол.